# Manuele Boaro
Manuele Boaro (Bassano del Grappa, Vicenza, 12 de març de 1987) és un ciclista italià, professional des del 2010 i fins al 2023. Actualment corre a l'equip Team Astana.
Com a juvenil i júnior aconseguí resultats destacats, entre ells la victòria al campionat nacional de contrarellotge el 2005. El 2007, com a sub-23, aconseguí les seves primeres victòries a l'UCI Europa Tour, el Gran Premio della Liberazione i una etapa del Gran Premi Tell i el Giro de Toscana sub-23.
El 2011 passà al professionalisme de la mà de l'equip Saxo Bank-Sungard, destacant la segona posició al campionat nacional de contrarellotge, per darrere Adriano Malori. El 2012 acabà segon al Circuit de La Sarthe, alhora que disputava el seu primer Giro d'Itàlia.

## Palmarès
- 2005
  -  Campió d'Itàlia de contrarellotge júnior
  - Vencedor d'una etapa de la Tre Ciclistica Bresciana (júnior)
- 2007
  - 1r al Gran Premio della Liberazione
  - Vencedor d'una etapa del Gran Premi Tell
  - Vencedor d'una etapa del Giro de Toscana sub-23
- 2008
  - 1r al Trofeu Zssdi
- 2009
  - 1r al Memorial Davide Fardelli
- 2010
  - 1r al Trofeu de la vila de Brèscia
- 2014
  - Vencedor d'una etapa de la Volta a Dinamarca
- 2015
  - Vencedor d'una etapa al Circuit de la Sarthe
- 2018
  - Vencedor d'una etapa al Tour de Croàcia

### Resultats al Giro d'Itàlia
- 2012. 131è de la classificació general
- 2013. 100è de la classificació general
- 2013. 96è de la classificació general
- 2016. 46è de la classificació general
- 2017. 74è de la classificació general
- 2018. 75è de la classificació general
- 2019. 90è de la classificació general
- 2020. Abandona (18a etapa)

### Resultats a la Volta a Espanya
- 2016. 147è de la classificació general
- 2017. 116è de la classificació general
- 2019. 128è de la classificació general